# Claustre

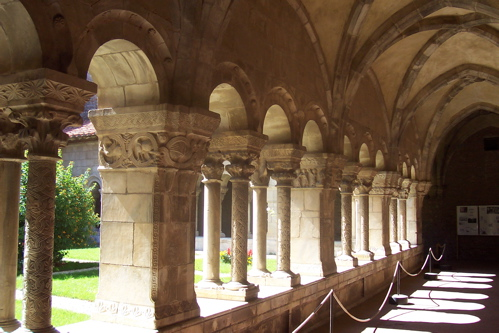
Claustre d'Elna

Un claustre (del llatí claustrum) és un espai arquitectònic al costat d'una catedral o contigu a aquesta, una abadia o un altre edifici religiós. Consisteix generalment en quatre galeries tancades en quadrat amb porticades de columnes, capitells i voltes. Al centre, a cel obert, s'hi disposa un pati, hort o jardí.
L'arquitectura monàstica medieval acostuma a ordenar-se a l'entorn d'un claustre que constitueix el nucli interior del monestir o clausura i mitjançant el qual s'articulen els espais de la comunitat que l'habita. Així, i malgrat que té una funció eminentment pràctica i de distribució dels espais, s'aprofitava per a usos diversos, com el conreu de plantes, la meditació, la lectura i, fins i tot, com a cementiri de membres de la comunitat i de famílies i nissagues destacades.
En un altre sentit, s'anomena claustre el conjunt del professorat d'un centre, recordant l'aspecte comunitari del claustre arquitectònic.
També és nom propi de dona.